# Van Buren (Arkansas)
Van Buren è una località degli Stati Uniti d'America, capoluogo della contea di Crawford, nello Stato dell'Arkansas.
Qua nacque l'orientalista Cyrus Adler.